# Arteră carotidă internă
Artera carotidă internă (latină: arteria carotis interna) este localizată în partea interioară a gâtului spre deosebire de artera carotidă externă .  În anatomia umană, ele apar din arterele carotide comune, unde acestea se bifurcă în arterele carotide interne și externe la nivelul vertebral cervical 3 sau 4; artera carotidă internă alimentează cu sânge creierul, inclusiv ochii,  timp ce artera carotidă externă vascularizează alte porțiuni ale capului, cum ar fi fața, scalpul, craniul și meningele.

## Clasificare
Terminologia Anatomica în 1998 a împărțit artera în patru părți: „cervical”, „petros”, „cavernos” și „cerebral”.   Cu toate acestea, în mediile clinice, sistemul de clasificare al arterei carotide interne urmează de obicei recomandările lui Bouthillier din 1996,  descriind șapte segmente anatomice ale arterei carotide interne, fiecare cu un identificator alfanumeric corespunzător - C1 cervical, C2 petros, C3 lacerum, C4 cavernos, C5 clinoid, C6 oftalmic și C7 comunicant. Nomenclatura Bouthillier rămâne utilizată pe scară largă de către neurochirurgi, neuroradiologi și neurologi. Segmentele sunt împărțite pe baza reperelor anatomice și microchirurgicale și a anatomiei înconjurătoare, mai mult decât aspectul angiografic al arterei. Un sistem alternativ de clasificare embriologică propus de Pierre Lasjaunias⁠(d)  și colegii este neprețuit atunci când vine vorba de explicația multor variante interne ale arterei carotide. O clasificare clinică mai veche, bazată pe lucrările de pionierat ale lui Fischer,  are în principal o semnificație istorică.

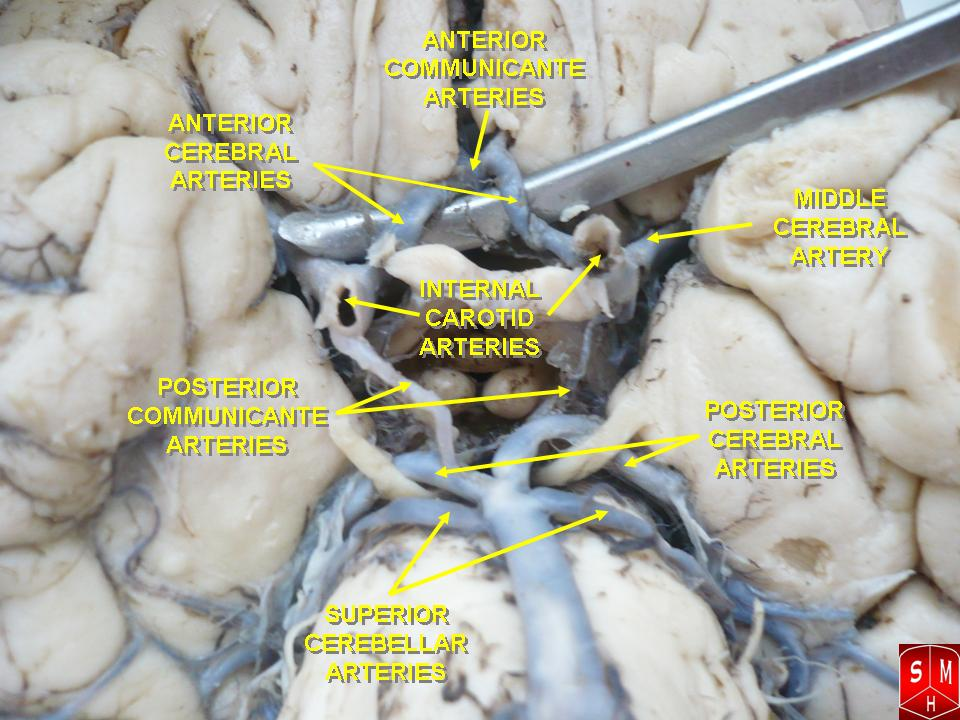
Artera carotidă internă

Segmentele arterei carotide interne sunt după cum urmează:
- Segmentul cervical, sau C1, identic cu porțiunea cervicală utilizată în mod obișnuit;
- Segment petros sau C2;
- Segment de lacer sau C3
  - C2 și C3 compun porțiunea denumită în mod obișnuit;
- Segmentul cavernos sau C4, aproape identic cu porțiunea cavernosă frecvent utilizată;
- Segmentul clinoid sau C5. Acest segment nu este identificat în unele clasificări anterioare și se află între porțiunea cavernosă frecvent utilizată și porțiunea cerebrală sau supraclinoidă;
- Segment oftalmic sau supraclinoid sau C6;
- Segmentul comunicant, segment terminal sau C7
  - C6 și C7 împreună constituie porțiunea cerebrală sau supraclinoidă frecvent utilizată.

## Traseu și împărțire

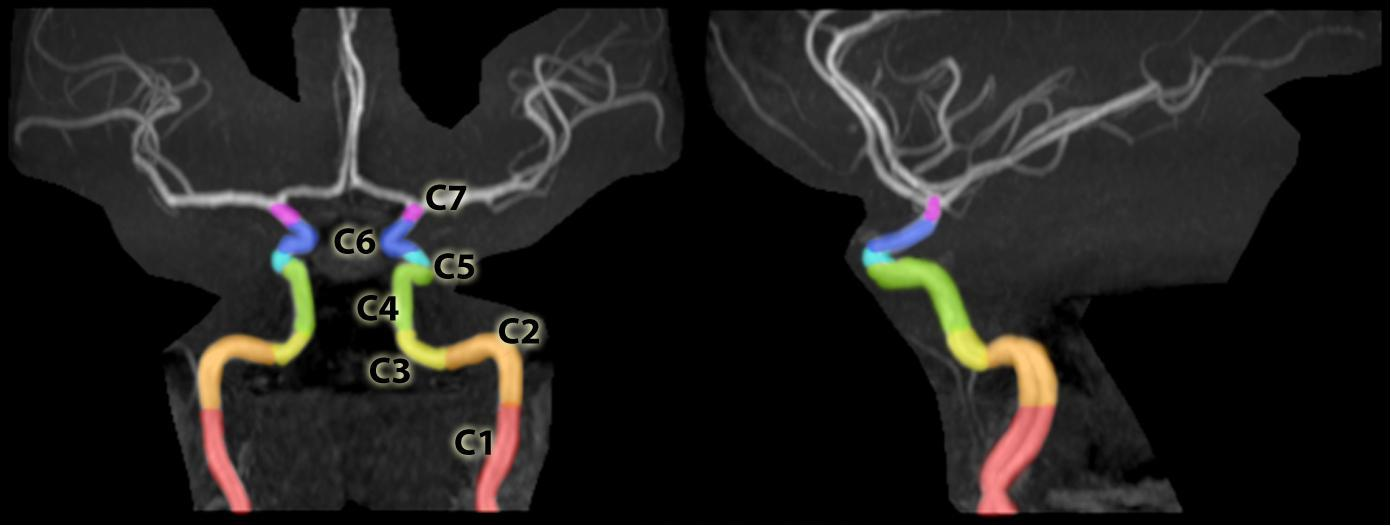
Segmente ale arterei carotide interne, delimitate pe un ARM al capului.

Artera carotidă internă este o ramură terminală a arterei carotide comune; apare la nivelul celei de-a patra vertebre cervicale atunci când artera carotidă comună se bifurcă în această arteră și omologul său mai superficial, artera carotidă externă.

### C1: Segmentul cervical

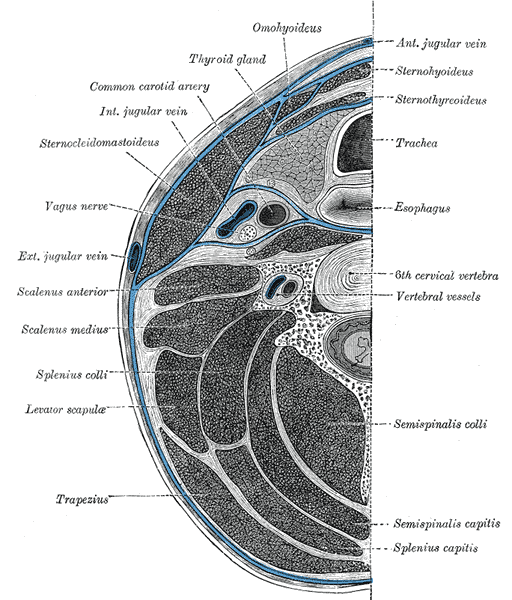
Nivelul celei de-a 6-a vertebre cervicale - încă la nivelul carotidei comune, dar relațiile sunt similare cu cele ale segmentului cervical al carotidei interne

Segmentul cervical sau C1 sau partea cervicală a arterei carotide interne se extinde de la bifurcația carotidă până când intră în canalul carotidian din craniu, anterior foramenului jugular.

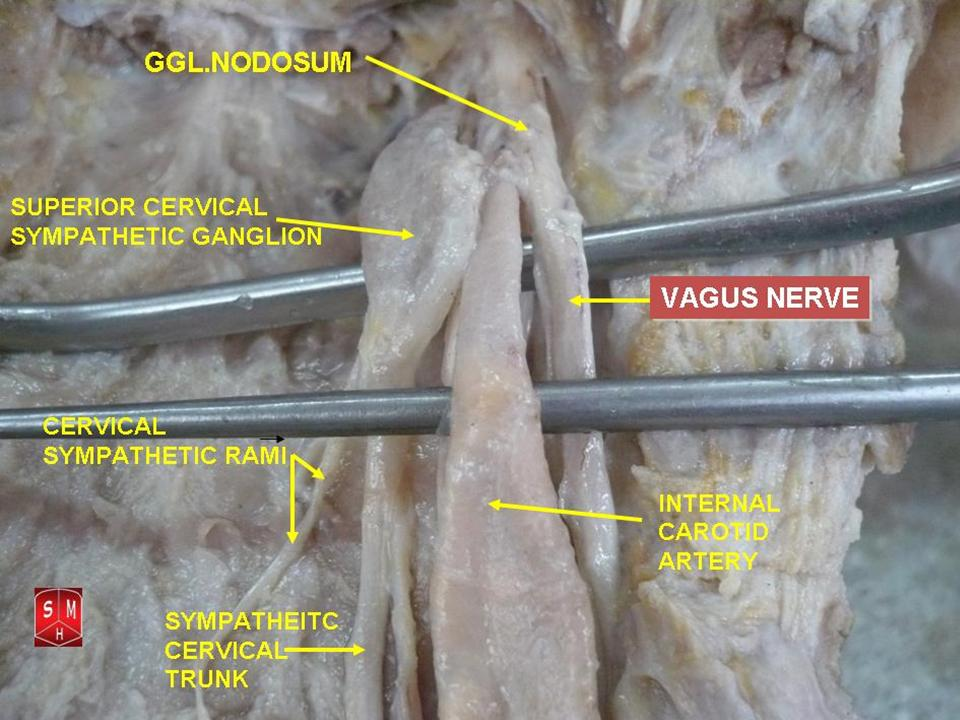
Artera carotidă internă - disecție

La origine, artera carotidă internă este oarecum dilatată. Această parte a arterei este cunoscută sub numele de sinus carotidian sau bulb carotidian. Porțiunea ascendentă a segmentului cervical apare distal față de bulb atunci când pereții vasului sunt din nou paraleli.
Artera carotidă internă are traseul vertical în sus în teaca carotidă și intră în craniu prin canalul carotidian. În această parte a cursului său, se află în fața proceselor transversale ale celor trei vertebre cervicale superioare.
Este relativ superficial la început, unde este conținut în triunghiul carotidian al gâtului și se află în spatele și medial la carotida externă, suprapus de mușchiul sternocleidomastoidian și acoperit de fascia profundă, platism și tegument: apoi trece sub glanda parotidă, fiind traversat de nervul hipoglossal, mușchiul digastric și mușchiul stilohioidian, artera occipitală și artera auriculară posterioară . Mai sus, este separat de carotida externă de styloglossus și stylopharyngeus mușchii, vârful procesului stiloid și ligamentul stylohyoid, nervul glosofaringian și ramura faringian a nervului vag . Este în relație, în spate, cu capita lungă, ganglionul cervical superior al trunchiului simpatic și nervul laringian superior ; lateral, cu vena jugulară internă și nervul vag, nervul așezat pe un plan posterior de arteră; medial, cu faringele, nervul laringian superior și artera faringiană ascendentă . La baza craniului nervii glosofaringieni, vagi, accesori și hipoglosi se află între arteră și vena jugulară internă.
Spre deosebire de artera carotidă externă, carotida internă nu are în mod normal ramuri în gât .

### C2: Segment petros
Segmentul petros sau C2 al carotidei interne este cel care se află în interiorul părții petroase a osului temporal . Acest segment se extinde până la foramen lacerum . Porțiunea petroasă are în mod clasic trei secțiuni: o porțiune ascendentă sau verticală; genu, sau indoit; iar porțiunea orizontală.
Când artera carotidă internă intră în canal în porțiunea petroasă a osului temporal, aceasta urcă mai întâi pe o distanță scurtă și apoi se curbează anterior și medial. Artera se află la început în fața cohleei și a cavității timpanice ; din ultima cavitate este separată de o lamelă subțire, osoasă, care este cribriformă la subiectul tânăr și adesea parțial absorbită la bătrânețe. Mai departe, este separat de ganglionul trigemen printr-o placă subțire de os, care formează podeaua fosei pentru ganglion și acoperișul porțiunii orizontale a canalului. Frecvent această placă osoasă este mai mult sau mai puțin deficitară, iar apoi ganglionul este separat de arteră prin membrană fibroasă. Artera este separată de peretele osos al canalului carotidian printr-o prelungire a durei mater și este înconjurată de un număr de vene mici și de filamente ale plexului carotidian, derivate din ramura ascendentă a ganglionului cervical superior al trunchiului simpatic.
Ramurile numite ale segmentului petros al arterei carotide interne sunt:
- artera vidiană sau artera canalului pterygoid
- artera carototimpanică

### C3: Segment de lacer
Segmentul lacerului, sau C3, este un segment scurt care începe deasupra foramenului lacerum și se termină la ligamentul petrolingual, o reflexie a periostului între lingulă și vârful petros (sau procesul petrosal) al osului sfenoid . Porțiunea de lacerum este încă considerată „extradurală”, deoarece este înconjurată de periost și fibrocartilaj de-a lungul cursului său. Se afirmă eronat în mai multe manuale de anatomie că artera carotidă internă trece prin foramen lacerum. În cel mai bun caz, acesta a fost doar un adevăr parțial prin faptul că trece prin partea superioară a foramenului în drumul său spre sinusul cavernos. Ca atare, nu traversează craniul prin el. Partea inferioară a foramenului este de fapt umplută cu fibrocartilaj. Consensul larg este că artera carotidă internă nu trebuie descrisă ca călătorind prin foramen lacerum. 

### C4: Segment cavernos

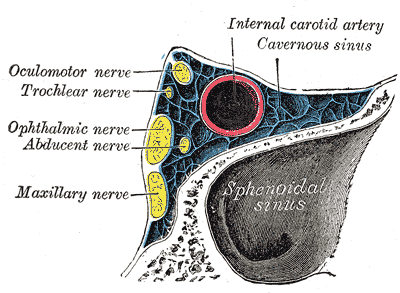
Secțiune oblică prin sinusul cavernos.

Segmentul cavernos, sau C4, al arterei carotide interne începe la ligamentul petrolingual și se extinde până la inelul dural proximal, care este format din periostul medial și inferior al procesului clinoid anterior. Segmentul cavernos este înconjurat de sinusul cavernos .
În această parte a cursului său, artera este situată între straturile duramater formând sinusul cavernos, dar acoperită de membrana de căptușire a sinusului. La început urcă spre procesul clinoid posterior, apoi trece înainte de partea corpului osului sfenoid, din nou se curbează în sus pe partea mediană a procesului clinoid anterior și perforează dura mater formând acoperișul sinusului. Curba din segmentul cavernos se numește sifon carotidian . Această porțiune a arterei este înconjurată de filamente ale trunchiului simpatic, iar pe partea sa laterală este nervul abducent sau nervul cranian VI.
Ramurile numite ale segmentului cavernos sunt:
- artera meningohipofizară
- trunchiul inferolateral

Segmentul cavernos dă naștere și arterelor capsulare mici care alimentează peretele sinusului cavernos.

### C5: Segmentul clinoid
Segmentul clinoid, sau C5, este un alt segment scurt al carotidei interne care începe după ce artera iese din sinusul cavernos la inelul dural proximal și se extinde distal până la inelul dural distal, după care artera carotidă este considerată „intra-durală” și a intrat în spațiul subarahnoidian .
Segmentul clinoid nu are în mod normal ramuri denumite, deși artera oftalmică poate apărea din segmentul clinoid.

### C6: Segment oftalmic

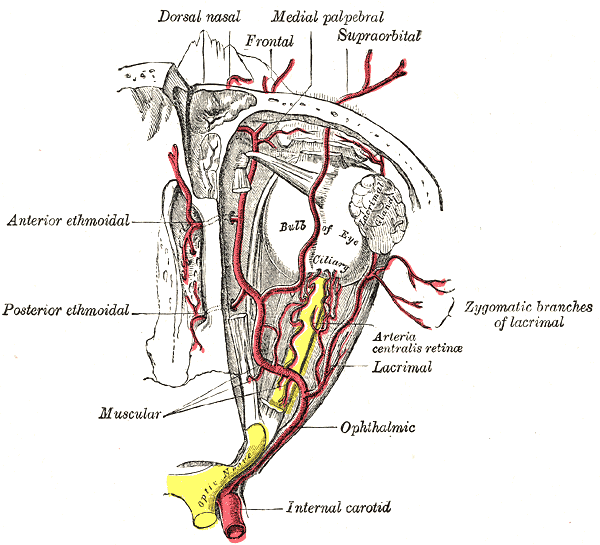
Artera oftalmică și ramurile acesteia

Segmentul oftalmic, sau C6, se extinde de la inelul dural distal, care este continuu cu falx cerebri, până la originea arterei comunicante posterioare . Segmentul oftalmic se desfășoară aproximativ orizontal, paralel cu nervul optic, care se desfășoară superomedial către carotidă în acest moment.
Ramurile numite ale segmentului oftalmic sunt:
- artera oftalmică
- artera hipofizară superioară

### C7: Segment de comunicare
Segmentul comunicant sau segmentul terminal sau C7 al arterei carotide interne trece între nervii optici și oculomotori către substanța perforată anterioară la extremitatea medială a fisurii cerebrale laterale. Angiografic, acest segment se extinde de la originea arterei comunicante posterioare până la bifurcația arterei carotide interne.
Ramurile denumite ale segmentului comunicant sunt:
- artera comunicantă posterioară
- artera coroidiană anterioară

Carotida internă se împarte apoi pentru a forma artera cerebrală anterioară și artera cerebrală mijlocie . Artera carotidă internă poate primi fluxul de sânge printr-o importantă cale colaterală care alimentează creierul, cercul arterial cerebral, care este mai frecvent cunoscut sub numele de Cercul Willis .

## Ramuri
Următoarele sunt ramurile arterei carotide interne, listate pe segmente: 
- C1: Ramuri din porțiunea cervicală - niciuna
- C2: Ramuri din porțiunea petroasă
  - Arterele caroticotipanice
  - Artera canalului pterygoid (artera vidiană)
- C3: Ramuri din porțiunea de lacerum - niciuna
- C4: Ramuri din porțiunea cavernoasă
  - Ramuri ale trunchiului meningohipofizar :
    - Ramură bazală tentorială
    - Ramură marginală tentorială
    - Ramură meningeală - ajută la furnizarea de sânge la meningele fosei craniene anterioare
    - Ramuri Clivus - ramuri mici care alimentează clivusul
    - Artera hipofizară inferioară

  - Ramuri capsulare - alimentează peretele sinusului cavernos
  - Ramuri ale trunchiului inferolateral :
    - Ramuri către ganglionul trigemen - furnizează sânge către ganglionul trigemen
    - Artera foramen rotundum
    - Ramuri la nervi
- C5: Ramuri din porțiunea clinoidă - niciuna
- C6: Ramuri din porțiunea oftalmică
  - Artera oftalmică
  - Artera hipofizară superioară
- C7: Ramuri din porțiunea comunicantă
  - Artera comunicantă posterioară
  - Artera coroidiană anterioară
  - Artera cerebrală anterioară (o ramură terminală)
  - Artera cerebrală mijlocie (o ramură terminală)

## Plex carotidian
Trunchiul simpatic formează un plex de nervi în jurul arterei cunoscut sub numele de plex carotidian . Nervul carotid intern apare din ganglionul cervical superior și formează acest plex, care urmează carotida internă în craniu.

## Imagini suplimentare

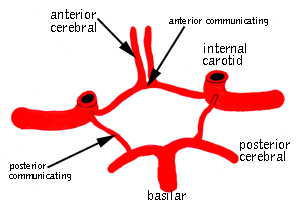
Cercul lui Willis
Diagrama circulației arteriale la baza creierului (vedere inferioară).